# Alwin Out
Alwin Out (Purmerend, 27 december 1996) is een Nederlands korfballer. Hij speelt op het hoogste niveau korfbal, in de Korfbal League namens Koog Zaandijk. Tevens is Out speler van het Nederlands korfbalteam.

## Begin van carrière
Out begon met korfbal bij WWSV uit Wijdewormer. In de jeugd stapte hij over naar het grotere Koog Zaandijk.

## Koog Zaandijk
Out speelde in A1 jeugd van Koog Zaandijk, om in 2016 te worden toegevoegd aan de hoofdmacht van de club.
In datzelfde seizoen (2016-2017) maakte Out zijn debuut in de Korfbal League bij zijn team. In dit seizoen speelde hij 11 wedstrijden en maakte hij 16 goals en dat terwijl het team op dat moment nog bestond uit de KZ iconen Tim Bakker, Rick Voorneveld en Rosemarie Roozenbeek.
In dit zaalseizoen liep KZ de play-offs net mis op 1 punt; het stond na 18 duels namelijk op 20 punten, terwijl AKC Blauw-Wit met 21 punten net 4e van de competitie werd. Ook miste de ploeg de play-offs in de veldcompetitie.
Seizoen 2017-2018 was voor Koog Zaandijk een lastig seizoen. Zowel Tim Bakker als Rick Voorneveld waren gestopt als speler, waardoor KZ veel ervaring verloor. Wel greep Out zijn kans om zich te profileren als basiskracht. In het zaalseizoen speelde Out dan ook alle 18 Korfbal League wedstrijden en maakte hierin meteen 70 goals en was de derde topscoorder van de ploeg. Echter moest KZ genoegen nemen met de 6e plaats. Op het veld zat het wel mee; KZ werd namelijk 2e in de Ereklasse A, waardoor het play-offs kon spelen. In de kruisfinale speelde KZ tegen het Papendrechtse PKC, maar spannend werd dit niet. PKC won gemakkelijk met 26-16.
Seizoen 2018-2019 was het seizoen van de grote doorbraak van Out. Hij werd met 97 goals topscoorder van de ploeg en ook was hij, achter Joost Hofman de beste rebounder. Door zijn goede spel kwam Out ook in het vizier van bondscoach Wim Scholtmeijer voor het Nederlands korfbalteam.
In het zaalseizoen had de ploeg echter pech. Het streed tot het laatste moment mee voor play-offs en het kwam aan op de laatste speelronde. Echter verloor KZ in de laatste wedstrijd van PKC en liep het weer op 1 punt na de play-offs mis. Concurrent Fortuna pakte hierdoor het laatste play-off ticket en werd uiteindelijk landskampioen. Op het veld zat het KZ niet mee en eindigde het in de middenmoot van de Ereklasse B.
In seizoen 2020-2021 begon de competitie wat later dan normaal, vanwege COVID-19. Koog Zaandijk plaatste zich als 2e in Poule A voor de play-offs. In de eerste play-off ronde versloeg KZ in 2 wedstrijden DOS'46, waardoor de ploeg in de 2e play-off ronde terecht kwam (halve finale ronde). Hierin trof KZ de verdedigend kampioen Fortuna. In deze best-of-3 serie won Fortuna de eerste wedstrijd, maar KZ won de tweede. Hierdoor werd deze ronde beslist in de derde wedstrijd. Fortuna won deze laatste wedstrijd met 22-15, waardoor het seizoen voor KZ strandde in de play-offs.
In seizoen 2021-2022 was het lang spannend in de zaalcompetitie. Uiteindelijk pakte KZ in de laatste speelronde het laatste play-off ticket. KZ moest in de play-off ronde spelen tegen Fortuna. KZ verloor de serie, waardoor het zich niet plaatste voor de zaalfinale.
In seizoen 2022-2023 stond KZ na de reguliere competitie met 18 punten uit 18 wedstrijden op de 6e plek. Ze plaatsten zich niet voor de play-offs in dit seizoen.
Seizoen 2023-2024 werd een bijzonder seizoen voor KZ. Voor het seizoen begon kreeg de ploeg een kwaliteitsimpuls vanwege de komst van KV Groen Geel spelers Kevin Dik en Carlo de Vries. Hierdoor was de ploeg aardig versterkt ten opzichte van vorig seizoen. Gedurende het seizoen deed de ploeg het goed en na de 18 competitieduels eindigde de ploeg met 27 punten op de 4e plek. Hierdoor plaatste KZ zich voor de play-offs. Tegenstander in de play-off serie was titelfavoriet PKC. In de best-of-drie serie verloor KZ in 2 wedstrijden, waardoor de ploeg zich niet plaatste voor de zaalfinale.
Seizoen 2024-2025 werd een seizoen voor KZ zonder nacompetitie. In het zaalseizoen werd de ploeg 5e en miste op 2 punten na de play-offs. Ook in de veldcompetitie plaatste de ploeg zich niet voor de play-offs, waardoor het een seizoen werd in de middenmoot.

## NK 1 tegen 1
In 2018 won Out het prestigieuze korfbal NK 1 - tegen 1 toernooi.

## Oranje
Out werd in 2019 toegevoegd aan de selectie van het Nederlands korfbalteam, dat zich ging voorbereiden op het WK van 2019. Echter viel Out af vlak het WK ging starten.
Out had echter wel indruk gemaakt, want niet veel later werd hij weer toegevoegd aan de nationale selectie. Helaas voor Out was hij geen speler voor Oranje bij het EK van 2021, vanwege een blessure.
Out won een gouden medaille op de volgende toernooien:
- World Games 2022
- WK 2023
- EK 2024